# Abschnittsbefestigung Fribertshofen
Die Abschnittsbefestigung Fribertshofen ist der Rest eines Abschnittswalls ca. 1050 m südlich von der Kirche St. Anna von Fribertshofen, einem Gemeindeteil der oberpfälzischen Stadt Berching im Landkreis Neumarkt in der Oberpfalz. Die Anlage wird als Bodendenkmal unter der Aktennummer D-3-6934-0002 als „Abschnittsbefestigung vor- und frühgeschichtlicher Zeitstellung“ geführt.

## Beschreibung
Die bewaldete Abschnittsbefestigung Fribertshofen liegt zwischen Fribertshofen und Litterzhofen im sog. Brunnholz. Die Anlage ist oval mit einer Größe von etwa 170 m (abfallend in Nordwest-Südost-Richtung) mal 90 m (in Nordost-Südost-Richtung); zudem ist sie leicht gewölbt (2 m in Nordost-Südost-Richtung).